# La Rosaleda (barrio)
La Rosaleda es un barrio perteneciente al distrito Palma-Palmilla de la ciudad andaluza de Málaga, España. Según la delimitación oficial del ayuntamiento, limita al norte con los barrios de Virreina, Huerta La Palma y 503 Viviendas; al este, con el río Guadalmedina; al sur, con el barrio de Martiricos; y al oeste, con el barrio de La Roca. 
En este barrio se encuentra el Estadio La Rosaleda y su campo anexo de entrenamiento del Málaga Club de Fútbol, así como el Centro de Ciencia Principia.

## Transporte
En autobús queda conectado mediante las siguientes líneas de la EMT: 
| Línea | Trayecto                                          | Recorrido | Frecuencia                              |
| ----- | ------------------------------------------------- | --------- | --------------------------------------- |
| C2    | Circular 2                                        | Recorrido | 11-12 minutos                           |
| 2     | Alameda Principal - Ciudad Jardín (San José)      | Recorrido | 10-11 minutos                           |
| 15    | La Virreina - Santa Paula                         | Recorrido | 11-12 minutos                           |
| 17    | Alameda Principal - La Palma                      | Recorrido | 10 minutos                              |
| 26    | Alameda Principal - Alegría de la Huerta          | Recorrido | 15 minutos                              |
| 30    | Alameda Principal - Mangas Verdes                 | Recorrido | 45-50 minutos                           |
| 61    | Alameda Principal - Jardín Botánico La Concepción | Recorrido | 60 minutos (Fines de Semana y festivos) |
| N2    | Plaza de la Marina - Circular                     | Recorrido | 50-55 minutos                           |